# Sojuz TM-13
Sojuz TM-13 je označení sovětské kosmické lodi, ve které odstartovala mise k sovětské kosmické stanici Mir. Byla to 13. expedice k Miru, poslední před rozpadem SSSR.

## Posádka

### Startovali
- Alexandr Volkov (3)
- Toktar Aubakirov (1)
- Franz Viehböck (1) Rakouská kosmická agentura

### Přistáli
- Alexandr Volkov (3)
- Sergej Krikaljov (2)
- Klaus-Dietrich Flade (1) DLR

V závorkách je uveden dosavadní počet letů do vesmíru včetně této mise.